# تغيير المنظر
تغيير المنظر هو التغيير في ترتيب الأشياء المعروضة في المسرحية. وفي معظم الأحيان، يحدث من وراء الستارة. وعندما يجوز للجمهور رؤيته، يطلق عليه التغيير المفتوح.